# ند لیدز
ادوارد ند لیدز (به انگلیسی: Edward "Ned" Leeds) معروف به ند لیدز یک شخصیت داستانی فرعی در داستان‌های ابرقهرمان مرد عنکبوتی است، وی گزارشگر دیلی بیوگل و شوهر بتی برانت بوده‌است. او همچنین سومین شخصیتی بود که پس از شستشوی مغزی قبل از اینکه بتواند فاش کند که چه کسی او را شستشوی مغزی کرده‌است که لباس هاب گابلین را بر تن کند، کشته شد.
از فیلم‌هایی که جیکوب باتالون در نقش «ند لیدز» بازی کرده‌است می‌توان به مرد عنکبوتی: بازگشت به خانه (۲۰۱۷)، مرد عنکبوتی: دور از خانه (۲۰۱۹)، مرد عنکبوتی: راهی به خانه نیست (۲۰۲۱) و به عنوان بازیگر مهمان در انتقام‌جویان: جنگ ابدیت (۲۰۱۸) و انتقام‌جویان: پایان بازی (۲۰۱۹) اشاره کرد.